# Mahashta Murasi
Mahashta Murasi ist eine Fake-Meldung über einen Inder, der am 6. Januar 1835 geboren worden sei und 2014 im Alter von 179 Jahren noch gelebt hätte. Die Meldung gelangte ca. 2014 als Hoax ins Internet.

## Beschreibung
Mahashta Murasi wurde am 6. Januar 1835 in Bangalore noch während der inoffiziellen Herrschaft der Britischen Ostindien-Kompanie geboren. Er zog 1903 nach Varanasi, lernte Schuster und arbeitete in diesem Beruf. 1957 ging er mit 122 Jahren in die Pension. Zum letzten Mal suchte er 1971 einen Arzt auf und überlebte seine Urururenkel. Er glaubt, dass „der Tod ihn vergessen hätte“ und „seit langer Zeit keine Hoffnung mehr hätte, irgendwann sterben zu dürfen.“ Er glaubt, dass er „unsterblich sei“. Sein Trick wäre es, „alles dem Zufall zu überlassen“. Seine Kinder, Enkel und Urenkel sind schon jahrelang tot, die Ururenkel im Greisenalter und seine Urururenkel stehen kurz vor der Rente und er hat damit sieben Generationen überlebt.

## Hintergründe
Ursprünglich stammt die Meldung vom Satireportal „World News Daily Report“, die sich selbst als „amerikanisch-jüdisch zionistische Newsseite aus Tel-Aviv“ beschreibt, und ist eine Fake-Meldung, die als Hoax ins Internet gelangte. Das im Zusammenhang mit Mahashta Murasi gezeigte Bild befindet sich schon mehrere Jahre im Internet, ohne dass die originale Quelle bekannt ist. Die nachweislich älteste Person der Welt war mit 122 Jahren die Französin Jeanne Calment (* am 21. Februar 1875; † am 4. August 1997) und hält diesen Rekord seit 1990.